# Eviota tetha
Eviota tetha là một loài cá biển thuộc chi Eviota trong họ Cá bống trắng. Loài cá này được mô tả lần đầu tiên vào năm 2014.

## Từ nguyên
Loài cá này được đặt theo tên của Creusa Hitipeuw, được đồng nghiệp gọi thân mật là Tetha, một nhà bảo tồn biển người Indonesia đầy nhiệt huyết, đã dành cả sự nghiệp của mình để bảo vệ những rạn san hô, và đặc biệt là rùa biển ở Indonesia.

## Phạm vi phân bố và môi trường sống
E. tetha hiện chỉ được tìm thấy ở vịnh Cenderawasih (Indonesia). Chúng được thu thập ở độ sâu khoảng từ 25 đến 30 m.

## Mô tả
Chiều dài cơ thể tối đa được ghi nhận ở E. tetha là gần 1,2 cm. Cơ thể trong mờ, ánh màu vàng nhạt. Từ đỉnh đầu đến bụng Nhiều sắc tố vàng và đỏ dọc hai bên thân. Từ đỉnh đầu đến bụng có dải màu đỏ cam, hẹp dần thành một đường sọc mảnh ở lưng, với các chấm trắng nhỏ trải dọc theo chiều dài cơ thể. Đầu có hai màu, nửa dưới mắt trắng mờ, nửa trên màu đỏ cam. Một đường hẹp màu vàng kéo dài từ gáy đến vùng chẩm. Mống mắt màu đỏ cam với một dải màu vàng băng ngang phía trên đồng tử. Các vây trong suốt.
Số gai ở vây lưng: 7; Số tia vây mềm ở vây lưng: 8; Số gai ở vây hậu môn: 1; Số tia vây mềm ở vây hậu môn: 7; Số tia vây mềm ở vây ngực: 14 - 15.